# 綠灣鎮區 (愛荷華州克拉克縣)
綠灣鎮區（英語：Green Bay Township）是位於美國愛荷華州克拉克縣的一個行政鎮區。

## 地方資料
根據2010年美國人口普查的數據，綠灣鎮區的面積為94.68平方千米，當中陸地面積為94.68平方千米，而水域面積為0.00平方千米。當地共有人口230人，而人口密度為每平方千米2.43人。